# Absolute Justice
"Absolute Justice" é o décimo primeiro episódio da nona temporada de Smallville, uma série de televisão com base no personagem Superman, exibido originalmente em 5 de fevereiro de 2010 pela rede de televisão The CW. Escrito pelo roteirista de história em quadrinhos Geoff Johns, o episódio é dividido em duas partes: a primeira foi dirigida por Glen Winter e a segunda, por Tom Welling (protagonista da série). 
Na trama do episódio, Clark Kent (Welling), Chloe Sullivan (Allison Mack), Oliver Queen/Arqueiro Verde (Justin Hartley) e John Jones (Phil Morris) reunem-se com uma equipe de super-heróis, chamada de Sociedade da Justiça da América, para combater um assassino conhecido como Geada (Wesley MacInnes) - que foi recrutado pela organização secreta Xeque-Mate, que está sendo liderada por Amanda Waller (Pam Grier).
Johns modelou a sua visão da Sociedade da Justiça inspirada no filme Watchmen, direção de Zack Snyder, onde um grupo de super-heróis sai da aposentadoria. "Absolute Justice" é o episódio de maior audiência da nona temporada de Smallville.

## Produção

### Desenvolvimento
A ideia de introduzir a Sociedade da Justiça da América, em Smallville, foi revelado pela primeira vez ao público na San Diego Comic-Con de 2009, onde os produtores anunciaram que o roteirista de quadrinhos Geoff Johns iria escrever o episódio. Johns havia introduzido anteriormente a Legião dos Super-Heróis no episódio "Legion", da oitava temporada.  Peterson descreve os episódios como um "mini-filme" e refere eles como uma das coisas mais emocionantes que fizeram em Smallville em nove anos. The CW, em seguida, comercializou o episódio como um telefilme de duas horas intitulado Smallville: Absolute Justice. 
Em 19 de outubro de 2009, foi anunciado os atores Michael Shanks, Brent Stait e Brittney Irvin para interpretar os membros da Sociedade de Justiça, sendo eles: Carter Hall/Gavião Negro, Kent Nelson/Senhor Destino e Courtney Whitmore/Stargirl, respectivamente.[carece de fontes?] Shanks aceitou o papel porque ele não achava que ele iria receber muitas oportunidades de interpretar um super-herói no futuro.  Em 9 de novembro de 2009, foi anunciado Pam Grier para interpretar Amanda Waller, com o papel previsto para durar "vários episódios".  Phil Morris foi trazido de volta como John Jones, um personagem recorrente na série desde a sexta temporada. 